# Bielefelder
A bielefelder egy Németországban kitenyésztett tyúkfajta.

## Fajtatörténet
Bielefeld környékén tenyésztették ki. A kitenyésztésének végső stádiuma még csak az 1970-es évekre tehető. 

## Fajtabélyegek, színváltozatok
Háta egyenes, hosszú. Farktolla kis szögben tartott. Melltájéka mélyen tartott, széles, enyhén előretartott, kerekded. Szárnyak közepes méretűek, testhez simulóak. Feje nagy, arca piros, toll nélküli. Szemek vörösek. Csőr erős, közepesen hosszú. Taraja egyszerű típusú, 4-6 fogazattal. Füllebeny piros. Nyaka enyhén hajlított, erős. Csüd közepes méretű, sárga. 
Színváltozatok: fajtára jellemző „sárgakendermagos” szín.

## Tulajdonságok
Érdekes tulajdonságuk a jellegzetes színük. A napos csibéknél a hím egyedek okkersárga színűek, világosbarna vonalmintázattal a hátukon és egy karvalymintázatú fehér folttal fejükön. A napos kis tojó csibék színe ezzel szemben világosbarna sötétbarna hátcsíkkal és egy kicsi karvalyfolttal a fejen. 
Nagytestű tyúkfajta, tompa farktollal. 
| Általános tulajdonságok: | Általános tulajdonságok: |
| ------------------------ | ------------------------ |
| Súlya                    | kakas 4 kg, tojó 3 kg    |
| Gyűrűmérete              | kakas 22, tojó 20        |
| Tenyésztojás tömege      | 60 g                     |
| Tojáshéj színe           | barna                    |
| Éves tojáshozama         | 180 – 200 db             |